# Crabbea velutina
Crabbea velutina är en akantusväxtart som beskrevs av Spencer Le Marchant Moore. Crabbea velutina ingår i släktet Crabbea och familjen akantusväxter. Inga underarter finns listade i Catalogue of Life.